# 岐阜県道479号古川宇津江四十八滝国府線
岐阜県道479号古川宇津江四十八滝国府線（ぎふけんどう479ごう ふるかわうつえしじゅうはちたきこくふせん）は、岐阜県飛騨市から同県高山市を経由する一般県道である。

## 概要

### 路線データ
- 起点：岐阜県飛騨市古川町信包（岐阜県道75号神岡河合線交点）
- 経由：岐阜県高山市国府町宇津江
- 終点：岐阜県飛騨市古川町大野町「大野」交差点（国道41号交点）

## 沿革
- 1977年（昭和52年）2月27日 ： 認定[1]

## 通過する自治体
- 岐阜県
  - 飛騨市
  - 高山市

## 接続する道路
- 岐阜県道75号神岡河合線（起点）
- 岐阜県道90号古川清見線（実際は完全分離の立体交差）
- 岐阜県道471号谷高山線（四十八滝橋南交差点）
- 国道41号国府古川バイパス（大野交差点）

## 周辺
- 宇津江四十八滝県立自然公園
- 神通川水系宇津江川